# Christian Vietoris
Christian Vietoris (Gerolstein, Renania-Palatinado, Alemania; 1 de abril de 1989) es un piloto de automovilismo alemán.

## Trayectoria

### Karting
Vietoris empezó su carrera en el karting en 1994. Nueve años después, el joven alemán fue el campeón nacional de Junior Kart y un año después fue segundo en el Campeonato de Karting del oeste de Alemania.

### Fórmula BMW
En 2005, Vietoris avanzó a la Fórmula BMW ADAC con Eifelland Racing. Vietoris acabó en el puesto dieciséis con 15 puntos, compartiendo la posición con su compatriota Dominik Wasem.
En 2006, Vietoris fichó por el equipo Josef Kaufmann Racing, con quien ganó el campeonato con 277 puntos y nueve victorias, siendo su principal rival el finlandés Mika Mäki. Además ganó la Fórmula BMW World Final, por delante de otros campeones de Fórmula BMW como Robert Wickens o Niall Breen, consiguiendo un test con el equipo de Fórmula 1 BMW Sauber.
Vietoris fue elegido por el equipo alemán de la A1GP para sustituir a Nico Hülkenberg para la carrera en México de la temporada 2006-07.

### Fórmula 3

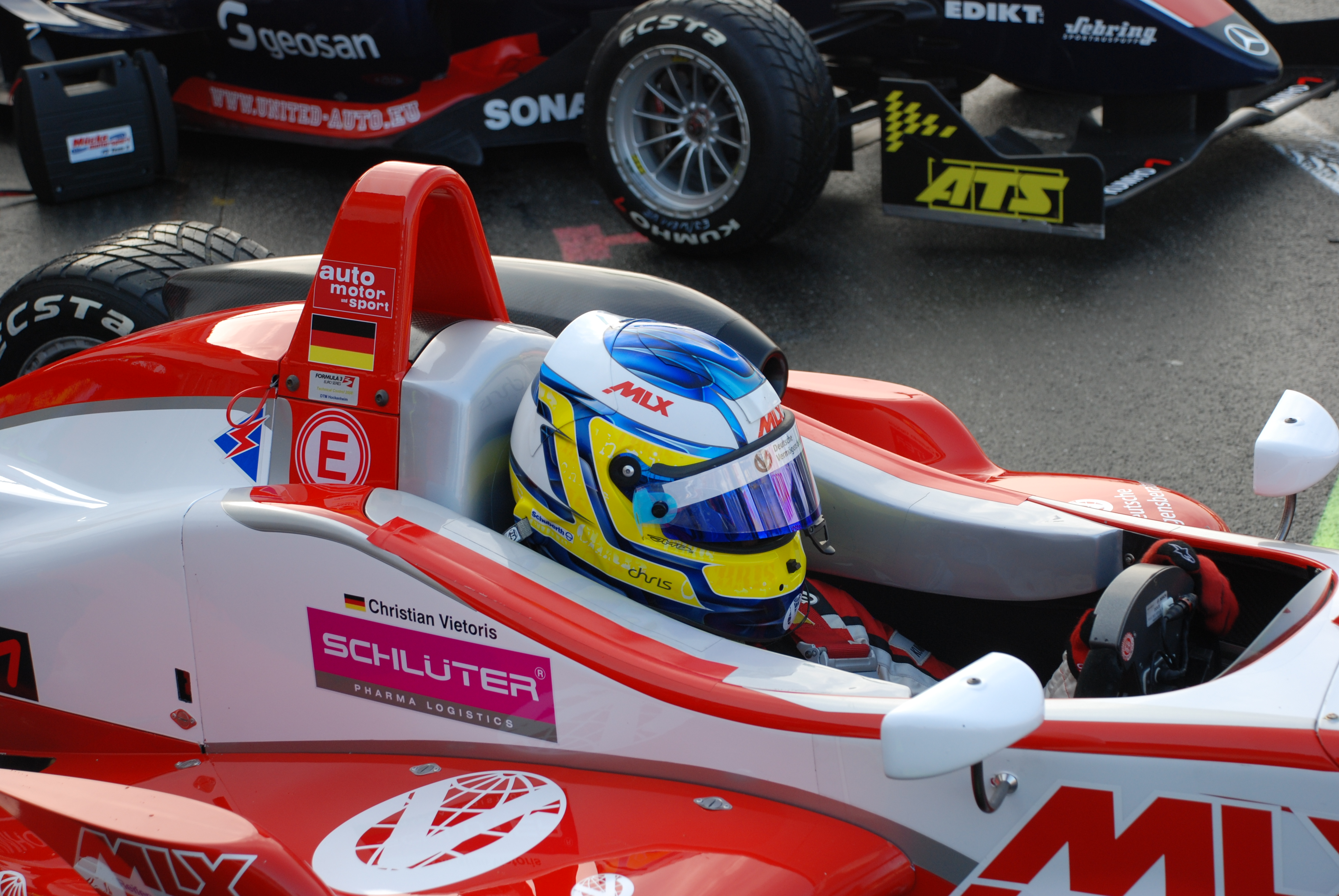
Vietoris en Hockenheim, en la Temporada 2008 de Fórmula 3

En 2007, Vietoris compitió en la Fórmula 3 alemana con el equipo Josef Kaufmann Racing, finalizando la temporada en quinta posición.
Vietoris avanzó a la Fórmula 3 Euroseries en 2008 con el equipo Mücke Motorsport. Tuvo una sólida temporada, acabando en octava posición y consiguiendo una victoria en Norisring. Además consiguió marcar 2 vueltas rápidas – en Mugello y Brands Hatch – y se hizo con la pole en Nürburgring. 
En 2009 continuó en la F3 Euroseries con Mücke Motorsport, acabando en segunda posición por detrás de Jules Bianchi. Vietoris ganó 4 carreras a lo largo de la temporada, además de otros 4 podios y una vuelta rápida en Brands Hatch.

### GP2 Series y DTM

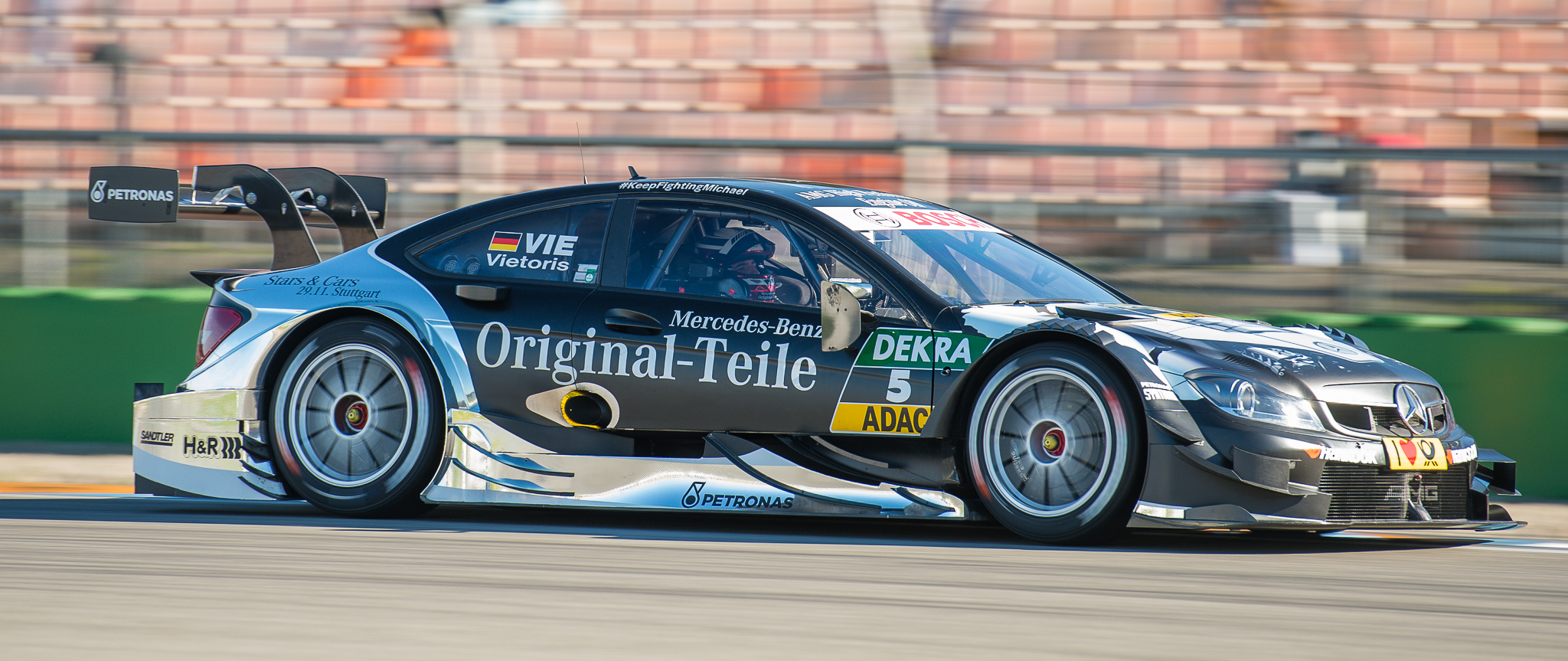
Vietoris, Deutsche Tourenwagen Masters 2014 - Hockenheimring

Vietoris se perdió la última carrera de la temporada de F3 Euroseries para hacer un test con el equipo de GP2 Asia Series DAMS en Abu Dhabi. Participó con ese equipo en la temporada 2009-10 de GP2 Asia Series. 
En la temporada 2010 de GP2 Series participa con el equipo Racing Engineering. En la primera carrera de Montmeló, Vietoris abandona debido a un toque con Jules Bianchi. La primera victoria de la temporada llega en la carrera al sprint de Italia.
Vietoris continuó en el equipo Racing Engineering de la GP2, donde terminó séptimo con 35 puntos, a pesar de no disputar 4 carreras. Logró dos victorias en las 4 últimas carreras. Simultáneamente, disputó el Deutsche Tourenwagen Masters para el equipo Persson con un Mercedes-Benz Clase C antiguo. Su único resultado puntuable fue un quinto puesto en la ronda del Circuito de Oschersleben y terminó 14º en el campeonato.
En 2012, Vietoris dejó su carrera en monoplazas e ingresó al equipo oficial HWA del DTM. Puntuó en cuatro carreras de diez, con un cuarto puesto como mejor resultado, de modo que se colocó 12º en la tabla final con 25 puntos.
Continuando con Mercedes-Benz en 2013, el alemán obtuvo cuatro terceros puestos en las diez carreras, quedando así cuarto en el campeonato. En 2014 repitió el cuarto puesto con el equipo HWA, obteniendo una victoria, un segundo puesto y un quinto como mejores resultados. El año siguiente, logró un segundo lugar y dos cuartos, para resultar 16º en el campeonato. De HWA pasó a Mücke en la temporada 2016, obtuvo un segundo lugar, un tercero y dos quintos para terminar 14º en la tabla general.

## Resumen de carrera
| Temporada | Categoría                    | Equipo                | Carreras | Poles | Victorias | Puntos | Posición |
| --------- | ---------------------------- | --------------------- | -------- | ----- | --------- | ------ | -------- |
| 2005      | Fórmula BMW ADAC             | Eifelland Racing      | 19       | 0     | 0         | 17     | 16.º     |
| 2006      | Fórmula BMW ADAC             | Josef Kaufmann Racing | 18       | 9     | 9         | 277    | 1.º      |
| 2007      | Fórmula 3 Alemana            | Josef Kaufmann Racing | 12       | 2     | 1         | 62     | 6.º      |
| 2008      | Fórmula 3 Euroseries         | Mücke Motorsport      | 20       | 1     | 1         | 36     | 6.º      |
| 2009      | Fórmula 3 Euroseries         | Mücke Motorsport      | 18       | 0     | 4         | 75     | 2.º      |
| 2009-10   | GP2 Asia Series              | DAMS                  | 8        | 0     | 1         | 9      | 10.º     |
| 2010      | GP2 Series                   | Racing Engineering    | 18       | 0     | 1         | 29     | 9.º      |
| 2011      | Deutsche Tourenwagen Masters | Persson Motorsport    | 10       | 0     | 0         | 4      | 14.º     |
| 2011      | GP2 Series                   | Racing Engineering    | 12       | 1     | 2         | 35     | 7.º      |

## Resultados

### GP2 Asia Series
(Clave) (negrita indica pole position) (cursiva indica vuelta rápida puntuable)

| Año     | Escudería | 1    | 1    | 2    | 2    | 3    | 3    | 4    | 4    | Pos. | Puntos | Ref.  |
| ------- | --------- | ---- | ---- | ---- | ---- | ---- | ---- | ---- | ---- | ---- | ------ | ----- |
| 2009-10 | DAMS      | YMC1 | YMC1 | YMC2 | YMC2 | SAK1 | SAK1 | SAK2 | SAK2 | 10.º | 9      | [ 2 ] |
| 2009-10 | DAMS      | 6    | 1    | Ret  | 14   | 14   | 9    | Ret  | 14   | 10.º | 9      | [ 2 ] |

### GP2 Series
(Clave) (negrita indica pole position) (cursiva indica vuelta rápida puntuable)

| Año  | Escudería          | 1   | 1   | 2   | 2   | 3   | 3   | 4   | 4   | 5   | 5   | 6   | 6   | 7   | 7   | 8   | 8   | 9   | 9   | 10  | 10  | Pos. | Puntos | Ref.  |
| ---- | ------------------ | --- | --- | --- | --- | --- | --- | --- | --- | --- | --- | --- | --- | --- | --- | --- | --- | --- | --- | --- | --- | ---- | ------ | ----- |
| 2010 | Racing Engineering | BAR | BAR | MON | MON | EST | EST | VAL | VAL | SIL | SIL | HOC | HOC | BUD | BUD | SPA | SPA | MNZ | MNZ | YMC | YMC | 9.º  | 29     | [ 3 ] |
| 2010 | Racing Engineering | Ret | 18  | 14  | DNS | 7   | Ret | 12  | Ret | 6   | 10  | Ret | 10  | 2   | 2   | 11  | Ret | 4   | 1   |     |     | 9.º  | 29     | [ 3 ] |
| 2011 | Racing Engineering | EST | EST | BAR | BAR | MON | MON | VAL | VAL | SIL | SIL | NÜR | NÜR | BUD | BUD | SPA | SPA | MNZ | MNZ |     |     | 7.º  | 35     | [ 4 ] |
| 2011 | Racing Engineering | 11  | Ret |     |     |     |     | Ret | 13  | 2   | 7   | Ret | 4   | 8   | 10  | 1   | 13  | 6   | 1   |     |     | 7.º  | 35     | [ 4 ] |

## Récords
Vietoris es el piloto más joven en ganar una carrera de A1GP. Lo consiguió durante la carrera de Nueva Zelanda en la temporada 2007-08, con 18 años, 9 meses y 19 días, batiendo el récord anterior por exactamente 5 meses. El récord anterior lo tenía su compatriota Nico Hülkenberg, quien ganó en su debut en Zandvoort en 2006.